# Atanazy IV z Salah
Atanazy IV z Salah (ur. ?, zm. 1002) – w latach 986–1002 65. syryjsko-prawosławny Patriarcha Antiochii. 